# Нападение на Константина Фетисова
Нападение на Константина Фетисова — преступление, совершенное 4 ноября 2010 года против Константина Сергеевича Фетисова — участника движения по защите Химкинского леса, главы химкинского отделения партии Правое дело, бизнесмена.

## Нападение
После митинга «Пикет возле Свалки ТБО в Долгопрудном» пикетировали за закрытие данной свалки (прямо оттуда был доставлен в ОВД Химки) 3 ноября 2010 года был задержан милицией и доставлен в отделение, где ему выдана повестка в суд по административному делу о привлечении к ответственности по статье 20.2 КоАП РФ (нарушение установленного порядка организации либо проведения собрания, митинга, демонстрации, шествия или пикетирования) на 8 ноября[значимость факта?].
4 ноября 2010 года возле подъезда дома Константин Фетисов подвергся нападению. В результате Константин Фетисов получил черепно-мозговую травму. Предположительно травма была нанесена тупым предметом, так как на месте нападения был найден кусок бейсбольной биты.
Был доставлен в местную больницу, по негласному заявлению из администрации, суть его в том чтобы Фетисову К. С. не оказывалась никакая помощь (так он и пролежал несколько часов в этой больнице, затем был перевезён в Москву, где в 67-й больнице ему была сделана операция, длившаяся 6 часов). После операции находился в коме
По состоянию на 2 декабря 2010 года всё ещё находился в коме, имелись проблемы с лёгкими из-за использования аппарата искусственного дыхания, применения антибиотиков. Состояние избитого ухудшилось, как сообщила жена Фетисова
В итоге Фетисов два месяца провел в коме, но выжил. У него остались проблемы с речью, памятью, случались частые эпилептические припадки.

## Следствие
По факту нападения возбуждено уголовное дело по ст.111 УК РФ (умышленное причинение тяжкого вреда здоровью) По делу о нападении был объявлен в розыск BMW 7, чёрного цвета, без номеров.
В рамках расследования были задержаны три исполнителя и организатор (чиновник администрации Химок), названы фамилии задержанных. Позже арестован четвёртый подозреваемый. Химкинский суд санкционировал арест предполагаемого организатора избиения Фетисова Андрея Чернышева (сотрудника администрации Химок).
Летом 2013 года чиновник администрации Химок Андрей Чернышев был признан виновным в организации нападения на Фетисова и приговорён к 6-ти годам колонии общего режима.